# Shiho Nakashima
Shiho Nakashima (jap. 中島 志保, Nakashima Shiho; * 12. August 1978 in Yōrō, Landkreis Yōrō, Präfektur Gifu) ist eine ehemalige japanische Snowboarderin.

## Werdegang
Nakashimas erste Auftritte bei FIS-Rennen begannen im Januar 2003, bereits im März jenes Jahres startete sie erstmals im Weltcup in Sapporo und wurde Sechzehnte. Anschließend kam sie bei den japanischen Meisterschaften auf den zweiten Rang. In den folgenden zwei Jahren nahm sie zwar im Weltcup teil, verpasste aber meistens die Top 10, während sie bei den niederklassigen FIS-Rennen oftmals gute Ergebnisse erzielte und einmal gewann.
Im Weltcup gelangen Nakashima die ersten Erfolge in ihrer Spezialdisziplin Halfpipe im Jahr 2005, als sie im März mehrmals unter die besten Zehn kam und im Dezember schließlich erstmals triumphierte. Nachdem sie ihre guten Leistungen im Laufe der Saison 2005/2006 bewies, durfte sie im japanischen Team bei den Olympischen Spielen 2006 in Turin antreten, wo sie auch Neunte wurde.
Nach dem erfolgreichen Winter 2005/2006, in welchem sie japanische Meisterin auf der Halfpipe und Vierte im Halfpipeweltcup geworden war, begann Nakashima die Saison 2006/07 erneut stark und erreichte im Weltcup mehrere gute Platzierungen. Bei den Winter-Asienspielen 2007 in Changchun holte sie die Goldmedaille in der Halfpipe. Am Ende der Saison stand für sie der sechste Platz im Halfpipe- und der 27. Rang im Gesamtweltcup.
In der darauffolgenden Saison 2007/08 ging sie nur dreimal im Weltcup an den Start, erreichte dort aber erneut Top-10-Platzierungen. Den ersten Weltcup der Saison 2008/09 konnte Nakashima dann wieder für sich entscheiden. Im weiteren Saisonverlauf kam sie in Saas-Fee und in Stoneham jeweils auf den zweiten Platz und erreichte damit den 16. Platz im Gesamtweltcup und den zweiten Rang im Halfpipe-Weltcup. Bei den Snowboard-Weltmeisterschaften 2009 in Gangwon belegte sie den fünften Platz. Im folgenden Jahr wurde sie japanische Meisterin in der Halfpipe. Ihren letzten internationalen Wettbewerb absolvierte sie bei den Olympischen Winterspielen 2010 in Vancouver. Dort kam sie auf den 13. Platz.

## Weltcuperfolge
- 10. Dezember 2005 in Whistler
- 7. September 2008 in Cardrona